# Goworowice
Goworowice (deutsch Gauers, 1936–1945 Gauwald) ist ein Dorf der Landgemeinde Kamiennik im Powiat Nyski in der Woiwodschaft Opole in Polen.

## Geographie

### Geographische Lage
Das Straßendorf Goworowice liegt im Südwesten der historischen Region Oberschlesien. Der Ort liegt etwa vier Kilometer südlich vom Gemeindesitz Kamiennik, etwa 17 Kilometer nordwestlich der Kreisstadt Nysa und etwa 70 Kilometer südwestlich der Woiwodschaftshauptstadt Opole.
Goworowice liegt in der Przedgórze Sudeckie (Sudetenvorgebirge) innerhalb der Wzgórza Niemczańsko-Strzelińskie (Nimptsch-Strehlen-Höhen). Das Dorf liegt an der Krynka (Kryhn), ein rechter Zufluss der Oława (Ohle).

### Ortsteil
Ortsteil von Goworowice ist Tarnów (Tharnau).

### Nachbarorte
Nachbarorte von Goworowice sind im Norden der Gemeindesitz Kamiennik (Kamnig), im Osten Zurzyce (Zauritz), im Südosten Ogonów (Ogen), im Südwesten Janowa (Johnsdorf), im Westen Lipniki (Lindenau) sowie im Nordwesten Chociebórz (Koschpendorf).

## Geschichte

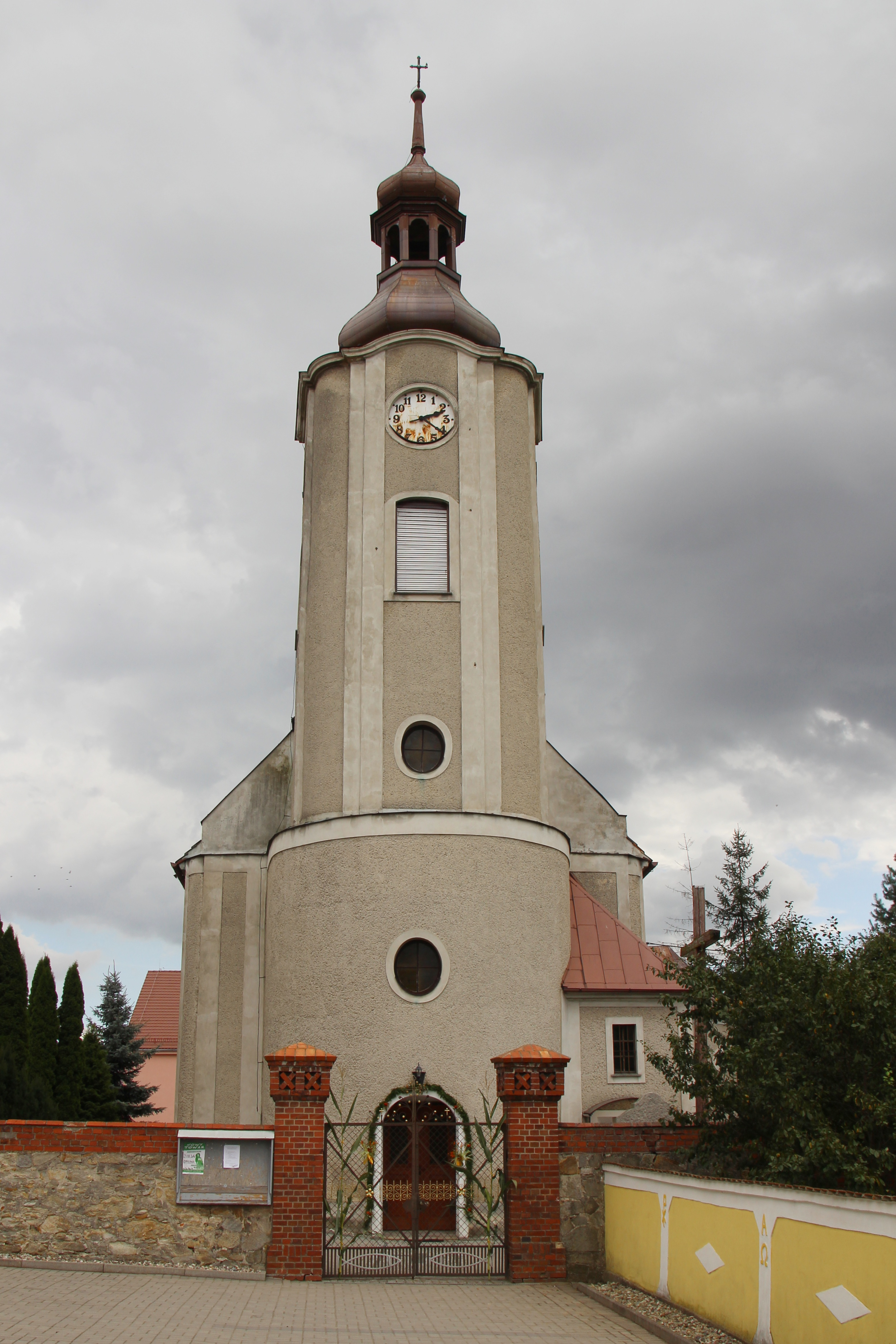
Mariä-Heimsuchung-Kirche

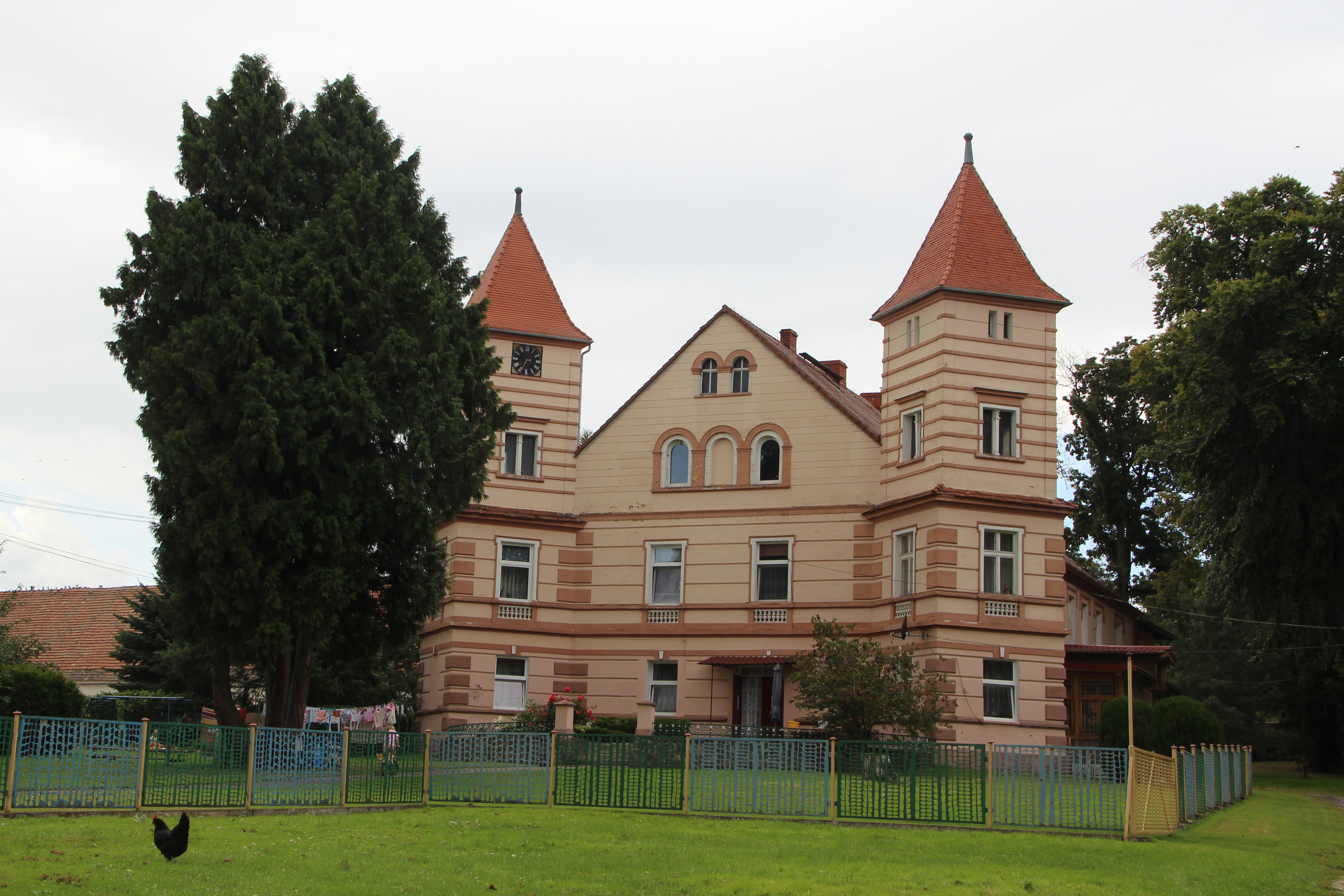
Schloss Gauers

Das Dorf wurde 1296 nach deutschem Recht ausgesetzt und erstmals als Goworovici villa erwähnt. In dem Werk Liber fundationis episcopatus Vratislaviensis aus den Jahren 1295–1305 wird der Ort als Gowtesowitz erwähnt. Für das Jahr 1371 ist die Ortsbezeichnung Gauwirs sowie 1396 Gowornici überliefert.
Nach dem Ersten Schlesischen Krieg 1742 fiel Gauers mit dem größten Teil Schlesiens an Preußen.
Nach der Neuorganisation der Provinz Schlesien gehörte die Landgemeinde Gauers ab 1816 zum Landkreis Grottkau im Regierungsbezirk Oppeln. 1845 bestanden im Dorf eine katholische Kirche, eine katholische Schule, eine Brennerei sowie 72 weitere Häuser. Im gleichen Jahr lebten in Gauers 450 Menschen, davon einer evangelisch. 1855 lebten 499 Menschen in Gauers. 1865 bestanden im Ort 12 Bauern-, 28 Gärtner- und elf Häuslerstellen sowie eine Mühle. Die zweiklassige Schule wurde im gleichen Jahr von 158 Schülern besucht. 1874 wurde der Amtsbezirk Gauers gegründet, welcher aus den Landgemeinden Gauers, Pillwösche, Satteldorf, Starrwitz und Tharnau b. Ottmachau und den Gutsbezirken Gauers, Pillwösche, Satteldorf, Starrwitz I, Starrwitz II und Tharnau b. Ottmachau bestand. 1885 zählte Gauers 445 Einwohner.
1933 lebten in Gauers 476 Einwohner. Am 22. Juli 1936 wurde der Ort im Zuge einer Welle von Ortsumbenennungen der NS-Zeit in Gauwald umbenannt. 1939 zählte Gauwald 459 Einwohner. Kriegsende 1945 gehörte der Ort zum Landkreis Grottkau.
Als Folge des Zweiten Weltkriegs fiel Gauwald 1945 wie der größte Teil Schlesiens unter polnische Verwaltung. Nachfolgend wurde es in Goworowice umbenannt und der Woiwodschaft Schlesien angeschlossen. Die deutsche Bevölkerung wurde weitgehend vertrieben. 1950 wurde es der Woiwodschaft Oppeln eingegliedert. 1999 kam der Ort zum wiedergegründeten Powiat Nyski.

## Sehenswürdigkeiten
- Die römisch-katholische Mariä-Heimsuchung-Kirche (poln. Kościół Nawiedzenia Najświętszej Marii Panny) wurde 1806 erbaut.[8] Das Gebäude steht seit 1966 unter Denkmalschutz.[9]
- Das Schloss Gauers (poln. Pałac Goworowice) wurde vermutlich in der Mitte des 19. Jahrhunderts erbaut. Zu Beginn des 20. Jahrhunderts wurde der Bau erweitert. Dabei erhielt der Bau seine charakteristischen quadratischen Türme.[10]
- Nördlich angrenzend befindet sich der Schlosspark. Dieser steht seit 1948 unter Denkmalschutz.[9]
- Steinerne Wegekapelle mit Marienstatue
- Steinernes Wegekreuz
- Hölzernes Wegekreuz
- Goworowice (Gauers), Kościół Nawiedzenia Najświętszej Marii Panny (Mariä Heimsuchung), Orgel

## Vereine
- Freiwillige Feuerwehr OSP Goworowice
- Fußballverein LZS Goworowice